# 브라보 라디오
《브라보 라디오》는 구창모의 진행으로 SBS 러브FM에서 방송했던 라디오 프로그램이다.

## 역사
이 프로는 기존 11시 옥소리입니다를 김종진의 임시진행하다 2007년 11월 5일 SBS 라디오 가을 개편으로 김종진의 브라보 라디오로 개편되어서 오전 11시 5분부터 낮 12시까지 방송을 시작했다.
2009년 4월 13일 SBS 라디오 봄 개편으로 김흥국이 진행하다가 2010년 3월 29일 SBS라디오 봄 개편으로 현숙이 진행하다
2011년 4월 4일부터 구창모가 진행을 맡으면서 기존 한수진의 오늘이 폐지되고 오후 6시 5분으로 이동해 방송되었으나
1년 후 2012년 SBS 라디오 봄 개편으로 2012년 4월 27일을 끝으로 5년 만에 폐지되었다.

## 역대 방송시간
| 방송 채널  | 방송 기간                        | 방송 시간                  | 방송 분량 |
| ---------- | -------------------------------- | -------------------------- | --------- |
| SBS 러브FM | 2007년 11월 5일 ~ 2011년 4월 3일 | 매일 오전 11:05 ~ 낮 12:00 | 55분      |
| SBS 러브FM | 2011년 4월 4일 ~ 2012년 4월 27일 | 평일 저녁 6:05 ~ 밤 8:00   | 55분      |

## 역대 진행자
- 김종진 : 2007년 11월 5일 ~ 2009년 4월 12일
- 김흥국 : 2009년 4월 13일 ~ 2010년 3월 28일
- 현숙 : 2010년 3월 29일 ~ 2011년 4월 3일
- 구창모 : 2011년 4월 4일 ~ 2012년 4월 27일